# Rogeria pellecta
Rogeria pellecta é uma espécie de formiga do gênero Rogeria, pertencente à subfamília Myrmicinae.